# مارجوري ويلكينز كامبل
مارجوري ويلكينز كامبل (بالإنجليزية: Marjorie Wilkins Campbell)‏ (1901، لندن في المملكة المتحدة - 23 نوفمبر 1986، تورونتو في كندا)؛ كاتِبة وروائية كندية.

## الجوائز
- زمالة غوغنهايم